# Кармак, Виталий Иванович
Виталий Иванович Кармак (рум. Vitalie Carmac; 2 ноября 1959) — советский и молдавский футболист, вратарь, тренер.

## Биография
До 25-летнего возраста не выступал в соревнованиях мастеров. В 1985 году присоединился к команде второй лиги «Автомобилист» (Тирасполь), позднее клуб носил названия «Текстильщик», «Тирас», «Тилигул». За семь сезонов в первенствах СССР вратарь сыграл 150 матчей за команду во второй и первой лигах. В 1989 году со своим клубом стал победителем зонального и финального турниров второй лиги, в 1991 году стал серебряным призёром первой лиги (но в том сезоне не был основным вратарём, сыграв лишь 3 матча).
После распада СССР продолжил выступать в чемпионате Молдавии. В весеннем сезоне 1992 года с «Тилигулом» стал серебряным призёром чемпионата и финалистом Кубка Молдавии. Затем играл за «Буджак» (Комрат) и «Нистру» (Атаки), клубы занимали места в верхней половине таблицы, но не попадали в тройку призёров. С «Нистру» стал финалистом Кубка страны 1993/94. В сезоне 1996/97 вратарь вернулся в «Тилигул» и стал бронзовым призёром чемпионата, но сыграл только один матч. Затем играл на любительском уровне за украинский «Атлетик» (Великая Михайловка). В 1999 году 40-летний вратарь снова вернулся в «Тилигул» и в сезоне 2000/01 завоевал бронзовые награды чемпионата Молдавии. В сезоне 2002/03 был в заявке кишинёвского «Агро», но не выходил на поле. Всего в высшем дивизионе Молдавии сыграл 92 матча.
Осенью 2003 года исполнял обязанности главного тренера «Агро» после отставки Петру Эфроса. В дальнейшем работал тренером вратарей в клубах «Тирасполь» и «Шериф». Имеет тренерскую лицензию «А». Принимал участие в ветеранских турнирах по футболу и мини-футболу.

## Достижения
- Серебряный призёр чемпионата Молдавии: 1992
- Бронзовый призёр чемпионата Молдавии: 1996/97, 2000/01
- Финалист Кубка Молдавии: 1992, 1993/94